# American Negro Theatre

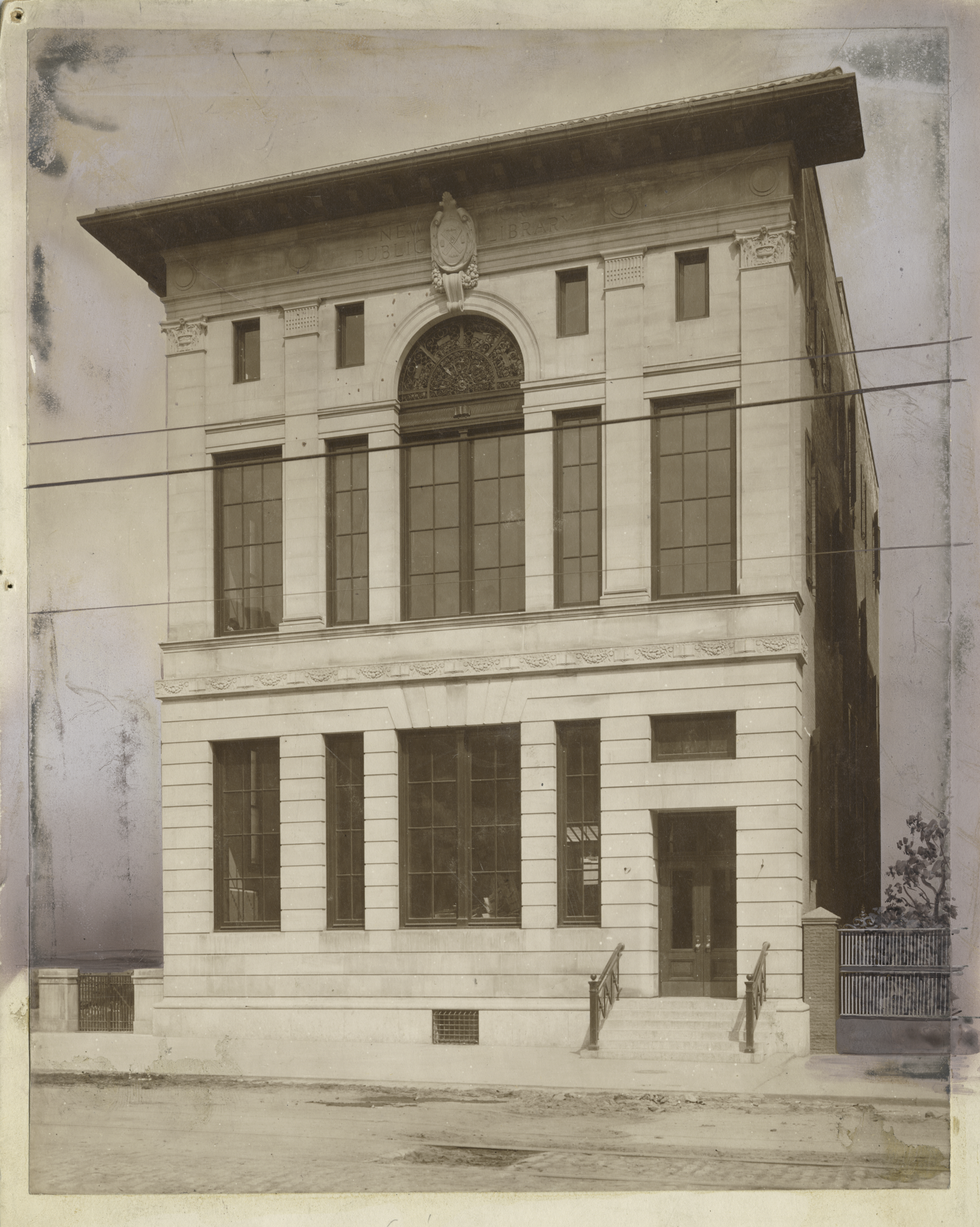
El Little Library Theatre, situado en la calle 135 de Harlem, fue la sede de las primeras representaciones del ANT.

El American Negro Theatre (ANT) fue una compañía de teatro cofundada el 5 de junio de 1940 por el dramaturgo Abram Hill y el actor Frederick O'Neal. Decididos a construir un "teatro del pueblo", se inspiraron en la Unidad Negra del Proyecto Federal de Teatro en Harlem, así como en los «cuatro principios fundamentales» que debía poseer el teatro negro según W. E. B. Du Bois: estar hecho por, acerca de, para y próximo a los afroamericanos. 
El ANT produjo 12 obras de teatro negras originales y siete adaptaciones de obras no negras para decenas de miles de audiencias principalmente negras en sus primeros nueve años.
Además de sus producciones teatrales, el ANT también produjo un programa de radio semanal en 1945, con un repertorio que abarcaba Shakespeare y Dickens. También dirigió la escuela de teatro Studio Theatre bajo el liderazgo de Osceola Archer, una de las primeras actrices negras en Broadway. Muchos de sus estudiantes más tarde tuvieron carreras en las artes escénicas, incluidas las comediantes de televisión Helen Martin, Isabel Sanford y Clarice Taylor; la pareja de teatro y cine Ossie Davis y Ruby Dee, el actor de cine Sidney Poitier y el cantante y actor Harry Belafonte.

## Producciones escénicas
- Hits, Bits, and Skits (1940)
- On Strivers' Row por Abram Hill (1940)
- Natural Man por Theodore Browne (1941)
- Three Is a Family por Phoebe Ephron y Henry Ephron (1943)
- Anna Lucasta por Philip Yordan y Abram Hill (1944)
- Garden of Time por Owen Dodson (1945)
- Henry Christophe por Dan Hammersmith (1945)
- Home Is the Hunter por Samuel Kootz (1946)
- Angel Street por Patrick Hamilton (1946)
- Juno and the Paycock por Seán O'Casey (1946)
- You Can't Take It with You por Moss Hart y George Kaufman (1946)
- The Peacemaker por Kurt Unkelbach (1946)
- Tin Top Valley por Walter Carroll (1947)
- The Later Christopher Bean por Sidney Howard (1947)
- Rope por Eugene O'Neill (1947)
- The Show Off por George Kelly (1947)
- Rain por John Coltonn y Clemence Randolph (1947)
- The Washington Years por Nat Sherman (1948)
- Almost Faithful por Harry Wagstaff Gribble (1948)
- Sojourner Truth por Katherine G. Chaplin (1949)
- Riders to the Sea por John Millington Synge (1949)
- Freight por Kenneth White (1949)